# 勞里 (密蘇里州)
勞里（英語：Laurie）是位於美國密蘇里州康登縣及摩根縣的城市。

## 人口
根據2020年美國人口普查的數據，勞里的面積為14.24平方千米，皆為陸地。當地共有人口939人，而人口密度為每平方千米66人。